# Rhamphomyia kamenuschka
Rhamphomyia kamenuschka är en tvåvingeart som beskrevs av Bartak 2003. Rhamphomyia kamenuschka ingår i släktet Rhamphomyia och familjen dansflugor. Inga underarter finns listade i Catalogue of Life.